# Stanisław Kukla
Stanisław Kukla (ur. 9 listopada 1892 w Sarzynie, zm. wiosną 1940 w Katyniu) – major piechoty Wojska Polskiego, kawaler Orderu Virtuti Militari, ofiara zbrodni katyńskiej.

## Życiorys
Urodził się w rodzinie Wawrzyńca i Marii z Dudków. W 1913 złożył maturę w c. k. II Gimnazjum w Rzeszowie. Od 1915 w armii austriackiej. Skończył szkołę oficerską w Bösiaga (Węgry). Na stopień podporucznika został mianowany ze starszeństwem z 1 stycznia 1917 w korpusie oficerów rezerwy piechoty. Jego oddziałem macierzystym był c. k. Pułk Piechoty Nr 90
Od 1919 roku w Wojsku Polskim, w Ochotniczym Baonie Ziemi Łańcuckiej z którym został wcielony do 37 pułku piechoty. W szeregach tego pułku walczył na wojnie z bolszewikami.
W okresie międzywojennym do 1927 roku służył w 37 pp. Awansował na kapitana w 1922. Od 1927 roku w Centralnej Szkole Strzelniczej w Toruniu. 2 kwietnia 1929 roku został mianowany majorem ze starszeństwem z dniem 1 stycznia 1929 roku i 27. lokatą w korpusie oficerów piechoty. 23 marca 1932 roku został przeniesiony do 18 pułku piechoty w Skierniewicach na stanowisko dowódcy batalionu. W kwietniu 1934 roku został przesunięty na stanowisko kwatermistrza pułku. W październiku 1935 roku został przeniesiony do Centrum Wyszkolenia Piechoty w Rembertowie. W marcu 1939 zajmował w nim stanowisko kierownika referatu ogólnego Komisji Doświadczalnej.
W czasie kampanii wrześniowej 1939 roku dostał się do niewoli radzieckiej. Przebywał w obozie putywlskim, a następnie w Kozielsku. Wiosną 1940 roku został zamordowany przez funkcjonariuszy NKWD w Katyniu i tam pogrzebany. Od 28 lipca 2000 roku spoczywa na Polskim Cmentarzu Wojennym w Katyniu.
Stanisław Kukla był żonaty z Adelą.
5 października 2007 roku Minister Obrony Narodowej Aleksander Szczygło mianował go pośmiertnie do stopnia podpułkownika. Awans został ogłoszony 9 listopada 2007 roku w Warszawie, w trakcie uroczystości „Katyń Pamiętamy – Uczcijmy Pamięć Bohaterów”.

## Ordery i odznaczenia
- Krzyż Srebrny Orderu Wojskowego Virtuti Militari nr 386
- Złoty Krzyż Zasługi[13]
- Krzyż Wojskowy Karola[4]